# Воскресенська церква (Полтава)

Краєвид із будинком губернського земства та храмом Воскресіння. Світлина І. Хмелевського (1915)

Воскресе́нська це́рква — храм на честь Воскресіння Господнього, що існував від 17 ст. у Полтаві.

## Історія існування
Перша дерев'яна церква на честь Воскресіння Господнього, імовірно, була споруджена у другій половині 17-го століття. Відомо, що вона знаходилася у межах Полтавської фортеці на базарній площі. Споруда церкви була триверха, тридільна.
У 1773—1775 роках на місці цієї церкви була споруджена нова мурована тепла. Зводилася вона за ініціативи та коштом бунчукового товариша Полтавського полку Павла Руденка. На той час завдяки вигідному розташуванню і виразному силуету вона була однією з головних домінант Полтави.
Храм був дев'ятикамерний у плані, чотиристовпний, із заокругленими зовнішніми кутами в стилі пізнього бароко. За допомогою системи підпружних арок та парусів над кожною із дільниць встановлені були восьмикутні світлові барабани з арковими вікнами. Великий восьмигранний світловий барабан знаходився над центральною дільницею. Усі фасади мали однакову насиченість декоративними деталями і завершувалися напівкруглими фронтонами. Площини стін членувалися високими вікнами та пілястрами. 

Церква мала три вівтарі: головний — на честь Воскресіння Христового і два бокових — в ім'я Св. Сампсонія Прочанолюбця та Василія Великого. Після 1811 року у стіну приділу св. Сампсонія було вмуровано мідну гравійовану дошку, що прикрашала перший пам'ятник на згадку про битву 1709 року. У північній бані храму на початку 19 ст. облаштували муровану дзвіницю. Дещо пізніше територію церкви оточено цегляною огорожею із кованими решітками.
Із відомства Київської до відомства Слов'янської і Херсонської єпархії церкву було передано 10 жовтня 1776 року. На той час вона не мала священика, а лише одного дяка та вісім церковнослужителів. До парафії входило 104 двори та 50 бездвірних хат.
1902 року церква володіла 200 кв. сажнями землі церковної садибної, 7 десятинами 1517 кв. сажнями ружної лісової. Парафіян було 177 душ чоловічої та 168 душ жіночої статі. При церкві діяла бібліотека. Мала муровану сторожку.
1912 року парафіян привілейованих станів було 131, міщан — 89, козаків і селян — 83.
Церкву і дзвіницю було зруйновано 1936 року.
1971 на місці храму було побудовано корпус музичного училища ім. М. В. Лисенка.
Відновлена церковна громада Воскресенської церкви 2002 року.